# Adrian Sina
Adrian Claudiu Sână (Baia Mare, Maramures, Rumania, 18 de abril de 1977) más conocido como Adrian Sina o simplemente Adi Sina es un cantante, DJ compositor, productor discográfico, Radio DJ y animador rumano. Es más conocido por crear, producir y cantar en el grupo de baile Akcent y también por escribir y producir canciones de éxito para él y otros artistas internacionales. Comenzó como un disc-jockey en la década de 1990 y luego creó un grupo con su compañero músico Ramona Barta. Llegó a la fama como miembro de Akcent con la canción "Ultima varǎ" en 1999. A su grupo se unieron Marius Nedelcu, Brotnei Sorin y Mihai Gruia. Juntos hicieron varios éxitos y llegaron a los primeros puestos tanto en Rumania como en toda Europa, sobre todo a mediado de los años 2000. Sus álbumes han sido certificados multi- platino por la Naţională Uniunea un Producătorilor de Fonograme din România y se vendieron millones de copias en todo el mundo. Su canción distintiva fue "Kylie", lanzada en 2007.

## Historia
Adrian Claudiu Sînă descubrió su pasión por la música cuando estaba en séptimo grado. Su padre le compró un tocadiscos y empezó a interesarse por la música. Estudió en el Liceo de Telecomunicaciones de la ciudad. A la edad de 16 años, fue el DJ en su baile de graduación del Instituto. Luego, ganó fama como DJ en su comunidad actuando en el Club Phoenix. A la edad de 18, comenzó en la radio y lanzó su propio programa de radio en Radio Contact. Más tarde, se juntó con Ramona Barta y crearon el grupo Akcent. El grupo solo sacó una canción, "Nu-mi Pasa de nimeni", la cual tuvo buenas críticas.  A pesar de que no llegó a ser un gran éxito, si que llamó la atención de Catalin Muraru, el cual firmó al grupo para su sello discográfico Roton en 1999. Su primer sencillo fue "Ultima varǎ".  También lanzaron su álbum Sensations, pero fue un fracaso comercial y disolvió al grupo.

## Carrera con AKCENT
En 2001, Marius Nedelcu, Brotnei Sorin y Mihai Gruia Sina se unieron y juntos formaron la banda Akcent. Lanzaron el sencillo "Ti-am promis" (te prometí), que se convirtió en el número uno de los Top 100 de Rumania, cosa que propulsó al grupo a la fama. Sina colaboró con Marius Moga y juntos produjeron In culori, que se convirtió en el álbum más vendido del 2002 en Rumania, donde también fue certificado Oro en menos de tres semanas, un récord nacional. A partir de 2013, el álbum fue certificado como multi-platino por la Naţională Uniunea un Producătorilor de Fonograme din România. En los años siguientes, la banda publicó numerosos álbumes, tales como 100 BPM (2003), Poveste de viata (2004) o SOS (2005) que dio lugar a éxitos importantes, como "Prima iubire", "Buchet de trandafiri" o "M -Soy indragostit lulea ", que se convirtieron en los diez primeros sencillos en su tierra natal. En 2005, lanzaron "Dragoste de inchiriat", que se convirtió en su mayor éxito. Debido a la demanda popular, fue lanzada una versión en inglés, titulada "Kylie", que se convirtió en un gran éxito en países como Alemania o Países Bajos. 

## Sello Discográfico
En 2008, Adrian Sina lanzó su propio sello discográfico llamado "Sisterhoodlive", el cual ahora trabaja con artistas como Andreea Banica o Mia Martina. El primer álbum que se publicó bajo el sello fue Fara Lacrimi (Sin lágrimas) con el grupo Akcent. El álbum no tardo en convertirse en un éxito instantáneo, con sencillos como "Stay with Me", "Lovers Cry" y "That's My Name". Sina produjo a algunos artistas importantes, como Roller Sis o Vivien O'Hara, quien hizo algunos de los 40 mejores éxitos en Rumanía, Bulgaria, Grecia o Rusia. Su mayor éxito hasta ahora es Andreea Banica "Love is Brasil", también publicado bajo el sello. Se convirtió en un éxito no solo en Rumania, sino en todo el mundo y también ha reunido cerca de 100 millones de visitas en YouTube. En el pasado, él escribió todas las canciones para su banda, pero nunca se aventuró en una carrera en solitario. En 2010, Adrian Sina lanzó su primer sencillo en solitario, llamado "Hold On". Fue un éxito en toda Rumanía, pero también fue un gran éxito en otros países de los Balcanes. Un año más tarde, grabó una nueva canción con la voz de la cantante británica Brown Beverlei. "I Can't Live Without You". Se convirtió en un gran éxito, donde debutó en el número cuarenta en el Top 100 de Rumania, estableciendo un récord de máximo debut esa semana. Anteriormente, el récord lo poseía Lady Gaga con la canción "Alejandro", pero el récord fue luego superado por Rihanna con " California King Bed ", tres meses después del logro de Sina. La canción fue también un éxito constante en los clubes nocturnos de toda Europa, con su videoclip grabado en Sharm el-Sheikh, Egipto. Ese mismo año, una nueva canción fue lanzada. "Angel", con Sandra N. Su videoclip fue  grabado en la ciudad de Nueva York y fue la decimosexta canción más escuchada en Rumania en 2012 y también uno de los sencillos más vendidos de manera digital en Grecia. El 17 de enero de 2013 lanzó su más reciente sencillo, titulado "Arde Ceva". También está trabajando para el próximo sencillo de Andreea Banica y para su próximo primer álbum. Adri Sina también fue miembro del jurado en el Factor X rumano durante una temporada para juzgar a los concursantes de más de 25 años de edad. Junto a Hatea Diana, una de sus concursantes, también lanzó la canción "Back to Me" a principios de 2012. Fue recibido con reacciones muy positivas de los críticos musicales y fanes.

## Vida personal y Controversias
Adi Sina tiene una relación con la presentadora de noticias rumana, Anca Serea. Asistió a clases en la Academia de Artes Teatrales Caragiale y Cinematografía, preparándose para ser actor, pero después eligió la música. También dijo que cuando él era joven, quería ser guardabosques. Adi Sina tuvo unos problemas legales con su compañero musical Edward Maya, el cual dijo que Sina lanzó una canción para Roller Sis álbum titulado "Se Thelo" sin acreditar a Edward Maya como coescritor. Adi Sina tuvo otro problema con la canción "Make Me Shiver (Wanna Lick Your Ear)" por su contenido lírico.

## Discografía

### Sencillos
- 2016: Usor, usor (feat. Aza.)
- 2016: Ma certi (feat. Lidia Buble.)
- 2016: Orice fac e bun cu tine
- 2015: Ma dor ochii, ma dor (feat. Sandra N.)
- 2014: Noi Simtim La Fel (feat. Lidia Buble.)
- 2014: Go Crazy (feat. Mia Martina.)
- 2013: Arde Ceva
- 2012: Back To Me (feat. Diana Hetea.)
- 2012: Painted Love
- 2012: I'm Sorry (feat. Sandra N.)
- 2011: Angel (feat. Sandra N.)
- 2011: Hold On
- 2011: I Can't Live Without You (feat. Beverlei Brown.)
- 2011: Quitarra
- 2010: You're A Place In My Heart (feat. Roller Sis.)
- 2009: Too Late To Cry (feat. Vivien O'hara.)